# Torno Largo 2.ª Sección
Torno Largo 1.ª Sección es una localidad del municipio de Centro ubicado en la subregión centro del estado mexicano de Tabasco.

## Geografía
La localidad de Torno Largo 2.ª Sección se sitúa en las coordenadas geográficas 17°54′14″N 92°53′38″O / 17.903889, -92.893889, a una elevación de 4 metros sobre el nivel del mar.

## Demografía
Según el Conteo de Población y Vivienda 2020, efectuado por el Instituto Nacional de Estadística y Geografía, la localidad de Torno Largo 2.ª Sección tiene 506 habitantes, de los cuales 240 son del sexo masculino y 266 del sexo femenino. Su tasa de fecundidad es de 1.92 hijos por mujer y tiene 152 viviendas particulares habitadas.
| Gráfica de evolución demográfica de Torno Largo 2.ª Sección entre 1940 y 2020 |
|                                                                               |
| INEGI.                                                                        |